# Липецкий Успенский монастырь
Успе́нский Ли́пецкий монасты́рь — мужской монастырь Липецкой епархии Русской православной церкви, расположен в историческом центре Липецка и относится к архитектурным памятникам города.

## История
Основой монастыря является Древне-Успенский храм, находящийся в слободе Монастырка, получившей своё название по мужскому монастырю «Паройская пустынь», основанному в XVII веке и стоявшему здесь у живоносного источника в подножии поросшей дубравой высокой Железной горы вплоть до упразднения обители в 1764 году в ходе Секуляризационной реформы.
Древне-Успенским храм стал именоваться после постройки в 1839 году на западной окраине города кладбищенского храма во имя Успения Пресвятой Богородицы.

Древне-Успенская церковь и Петровский пруд. Вид с Верхнего парка (с открытки начала XX века)

По преданию, на источнике бывал император Пётр I. Государь, известный как рачительный хозяин, отметил по соседству с монастырём наличие рудных богатств, целебных железистых вод и подходящей для строительства железоделательного завода речки Липовки, которые и дали жизнь современному Липецку — крупному металлургическому центру страны и старейшему городскому курорту России.
После установления Советской власти в Липецке драгоценная утварь храма была реквизирована. В 1937 году, по ложному обвинению, был осуждён и расстрелян семидесятилетний настоятель храма С. Ф. Востоков.
В 1996 году, по инициативе Липецкого краеведческого общества и администрации ОАО НЛМК здание церкви передали верующим.
В 2003 году Древне-Успенская церковь была преобразована в Свято-Успенский липецкий мужской епархиальный монастырь.
В феврале 2008 года мэрия Липецка взяла монастырь под свою опеку.

## Архитектура
Древне-Успенская церковь, главный храм обители, необычна по архитектуре. Объёмно-пространственная композиция храма состоит из восьмерика на высоком двусветном четверике с глухим барабаном купола и примыкающего к церкви с северо-запада низкого придела, соединённого с трапезной, расположенной с юго-западной стороны. Храм бесстолпный и бесколокольный, сооружён в стиле русского барокко. Особенностью храма является ориентация его оси по линии северо-восток — юго-запад (в отличие от традиционной: восток — запад).
Стоит храм над святым источником, где, по преданию, явилась чудотворная икона Божией Матери «Живоносный источник».